# Pagafantas
Pagafantas és una pel·lícula espanyola dirigida per Borja Cobeaga i protagonitzada, entre d'altres, per Gorka Otxoa, Sabrina Garciarena i Óscar Ladoire. Rodada a Bilbao, la pel·lícula es va estrenar el 24 d'abril de 2009 en el Festival de Màlaga i, en cinemes, el 3 de juliol del mateix any.

## Sinopsi
Chema (Gorka Otxoa) és un jove que decideix deixar a la seva xicota de tota la vida perquè «aspira a una cosa millor». No obstant això, no coneix a cap noia per al seu propòsit. Una nit coneix Claudia (Sabrina Garciarena), una argentina de la que acaba corprenent-se, però que no té papers de residència. Seguint els consells del seu oncle Jaime (Óscar Ladoire), un fracassat en l'amor, farà el possible per conquistar-la, arribant fins i tot a mentir sobre la seva vida. No obstant això, ella el veu com un simple amic i aprofita en el seu propi benefici l'amor que Chema li professa. La cosa es complica amb l'arribada del promès de Claudia, Sebastián (Michel Brown).

## Repartiment
- Gorka Otxoa: Chema
- Sabrina Garciarena: Claudia
- Julián López: Rubén
- Kiti Mánver: Gloria
- Óscar Ladoire: Tío Jaime
- María Asquerino: Señora Begoña
- Michel Brown: Sebastián
- Teresa Hurtado de Ory: Noia discoteca
- Bárbara Santa-Cruz: Elisa
- Ernesto Sevilla: Cosí 1
- Mauro Muñiz de Urquiza: Iñaki
- Maribel Salas: Sara
- Santi Ugalde: Operari neteja
- Alfonso Torregrosa: comissari

## Premis
| Any  | Premi                                            | Categoria                            | Candidat                       | Resultat   |
| ---- | ------------------------------------------------ | ------------------------------------ | ------------------------------ | ---------- |
| 2009 | Festival de Màlaga                               | Premi de la crítica                  | Pagafantas                     | Guanyador  |
| 2009 | Festival de Màlaga                               | Millor guionista novell              | Borja Cobeaga i Diego San José | Guanyador  |
| 2009 | Premis Sant Jordi                                | Millor actor en pel·lícula espanyola | Óscar Ladoire                  | Guanyador  |
| 2009 | Premis Sant Jordi                                | Millor òpera prima                   | Pagafantas                     | Guanyadora |
| 2010 | Medalles del Cercle d'Escriptors Cinematogràfics | Millor actriu secundària             | Kiti Mánver                    | Guanyadora |
| 2010 | Medalles del Cercle d'Escriptors Cinematogràfics | Millor guió original                 | Borja Cobeaga i Diego San José | Nominats   |
| 2010 | Medalles del Cercle d'Escriptors Cinematogràfics | Premi revelació                      | Borja Cobeaga                  | Nominat    |
| 2010 | Premis Goya                                      | Millor direcció novella              | Borja Cobeaga                  | Nominat    |
| 2010 | Premis Goya                                      | Millor actor revelació               | Gorka Otxoa                    | Nominat    |
| 2010 | Premis Turia                                     | Millor opera prima                   | Pagafantas                     | Guanyador  |
| 2010 | Premis Turia                                     | Millor actor revelació               | Gorka Otxoa                    | Guanyador  |

## Anècdotes
L'embarcació tradicional Ortube de Bermeo (Biscaia) participa en una escena de la pel·lícula. Construït per Drassanes Muruaga en 1979, aquest pesquer de 37,9 m es va mantenir en actiu fins a l'any 2002, després de la qual cosa va passar a ser conservat a la localitat biscaïna.